# Ivor Gurney
Ivor Bertie Gurney (28 août 1890 - 26 décembre 1937) est un poète et compositeur britannique, considéré comme l'un des plus grands poètes-combattants de la Première Guerre mondiale. Appartenant au groupe canonique des "war poets" (poètes anglais de la Première Guerre mondiale), Ivor Gurney meurt de tuberculose à 47 ans en hôpital psychiatrique. Parmi ses œuvres les plus connues figurent le recueil de poésie Severn and Somme (1917) et sa pièce pour orchestre War Elegy (1920). 

## Biographie
Né à Gloucester dans le  Severn (sud-ouest de l'Angleterre), Ivor Gurney est le deuxième d'une fratrie de quatre enfants. D'origine modeste (son père, David Gurney, est tailleur et sa mère, Florence Lugg, couturière), Gurney montre très tôt une aptitude pour la musique. Il commence à composer à l'age de quatorze ans et est accepté au Royal College of Music en 1911, où il rencontre sa future éditrice, Marion Scott. C'est pendant sa vie étudiante qu'apparaissent, à la suite d'une dépression en 1913, les premiers symptômes des troubles bipolaires qui l'affligeront tout au long de sa vie.     

Ses études de musique interrompues par le début de la Première Guerre mondiale, Ivor Gurney tente de s'engager dès 1914 mais est recalé pour inaptitude médicale (mauvaise vue). Ce n'est qu'en  février 1915 qu'il rejoint le Gloucestershire Regiment en tant que signaleur, arrivant près de Béthune en mai 1916, deux mois avant la bataille de la Somme.  C'est là qu'il rédige son premier recueil Severn and Somme avant d'être blessé à l'épaule le 7 avril 1917 lors une attaque décrite dans son poème "The Silent One" ("Le Silencieux"). Revenu au front au poste de mitrailleur après sa convalescence à l'hôpital de Rouen, il est gazé le 17 septembre 1917 à la Bataille de Passchendaele, épisode traumatique sur lequel il reviendra souvent dans ses poèmes d'après-guerre:    
"Ayant vu Passchendaele sous l’éclat du feu  
Et de la géographie perdu toute notion,
Vu des lumières Verey, toutes allemandes, 
Fuser de tous côtés, et pourtant avancé vers le
Nœud du temps et de l’espace qui peut-être allait rompre,
Mêlé aux Londoniens, aux hommes du sud, aux étranges Gloucesters,

Que je ne connaissais pas – J'ai vu Ypres brisée près des eaux du canal." ("C'était lui l'homme qui s'était tout entier aveuglé")
Envoyé se remettre au Bangour War Hospital (Edimbourg), il fait la connaissance d'une infirmière, Annie Nelson Drummond, dont il tombe amoureux. Il est ensuite posté à Seaton Delaval, une ville minière du nord de l'Angleterre. Lorsque sa relation avec Drummond commence à se deliter en février 1918, Gurney est hospitalisé à Newcastle-upon-Tyne, puis à Brancepeth Castle. Son état mental ne cessant de se fragiliser, il est interné au Lord Derby War Hospital en mai 1918, où il est traité pour "dépression nerveuse" et choc post-traumatique ("deferred shell-shock" dans les termes de l'époque), diagnostic encore disputé aujourd'hui. Il reste à l'hôpital jusqu'en octobre 1918 où il est libéré de ses obligations militaires pour raisons médicales.   
Après un an de convalescence auprès de sa famille, Ivor Gurney retourne à la Royal College of Music en automne 1919 où il étudie un temps avec Ralph Vaughan Williams et publie son second recueil de poèmes, War's Embers (1919). Jusqu'en 1922, année de son internement final jusqu'à sa mort en 1937, Gurney écrit et compose parmi ses œuvres les plus accomplies, dont ses pièces pour orchestre War Elegy (1920) et A Gloucestershire Rhaspsody (1919-1921).     

## Œuvres
Ivor Gurney compose quelque deux cents chansons ainsi que des pièces pour chambre et orchestre, et plus de huit cents poèmes. 
Parmi ses compositions les plus connues, on peut trouver ses Five Elizabethan Songs (1913-1914), ainsi que ses nombreuses mises en musique des poètes de son temps:  A.E. Housman (poèmes mis en musique dans Ludlow and Teme et The Western Playland ); Edward Thomas (Lights Out) et W.H. Davies. Gurney met également en musique ses propres textes, dont le plus reconnu est "Severn Meadows".
Gurney publie deux recueils de son vivant: Severn and Somme et War's Embers. Il existe néanmoins plusieurs ouvrages posthumes où sont réunis ses poèmes d'après-guerre, en grande partie écrits depuis l'asile psychiatrique:
- Severn & Somme and War's Embers, ed. R. K. R. Thornton. Carcanet Press, 1997
- 80 Poems or So, ed. George Walter and R. K. R. Thornton. Carcanet Press, 1997
- Rewards of Wonder: Poems of London, Cotswold and France, ed. George Walter. Carcanet Press, 2000
- Best Poems and The Book of Five Makings, ed. R.K.R. Thornton. Carcanet Press, 1995
- Collected Poems, ed. P.J. Kavanagh. Fyfield Books (Carcanet Press), 2004

Parmi ses poèmes les plus connus, on peut citer:
- "To His love"
- "First Time In"
- "Laventie"
- "On Somme"
- "Pain"
- "Servitude"
- "Strange Hells"
- "The Hills Have a Bitterness"
- "The Silent One"
- "The Songs I Had"
- "To England"
- "It is Near Toussaints"

## Style et postérité
Ivor Gurney est considéré au Royaume-Uni comme l'un des plus grands poètes-combattants de la Première Guerre mondiale, aux côtés de Wilfred Owen, Siegfried Sassoon et Isaac Rosenberg. Il fait partie des seize "war poets" commémorés sur une stèle posée le 11 novembre 1985 au coin des poètes de l'Abbaye de Westminster. Il est aussi, pour certains, considéré comme l'un des plus grands mélodistes anglais de son temps.   
Très inspiré par le poète A.E. Housman, le premier style de Gurney (Severn and Somme) est proche de celui des poètes édouardiens: attention à la nature et emprunts au mode pastoral, usage de formes canoniques (en particulier le sonnet que l'on retrouve dans ses cinq sonnets en hommage à Rupert Brooke dans Severn and Somme), recherche de la sincérité et de l'harmonie à travers une langue sans apprêt, lyrisme proche du chant et formé sur des constructions musicales (que l'on retrouve dans les titres de ses poèmes;"Song", "The Songs I Had" "Requiem", "Carol"). Il cherche, dans ses propres mots, à "rendre l'obscurité lumineuse"; décrire à la fois l'horreur et la beauté de la guerre du point de vue du simple soldat, contrairement à la plupart de ses confrères poètes issus du rang des officiers.    
Sa deuxième période, celle de l'après-guerre et de l'asile, est particulièrement influencée par le style de Walt Whitman dont il était un grand admirateur. Son écriture devient plus torturée, sa syntaxe disloquée, et les formes traditionnelles implosent. Hanté par l'expérience de 1914-1918, Gurney écrit et réécrit des poèmes de guerre rédigés au présent dans un style où s'effacent progressivement tous liens logiques et syntaxiques, parfois jusqu'à la confusion. Très attentif à la poésie des petites choses, ses évocations de la guerre s'attachent à montrer les menus détails, les plaisirs et les douleurs de la vie quotidienne dans les tranchées, pour représenter avec fidélité  "les protestations du corps contre l'exaltation de l'esprit, l'accumulation des petits faits contre la seule grande vérité" qui font, selon lui, l'expérience de guerre.          
Le compositeur britannique Gerald Finzi fut l'un des premiers à reconnaître le génie d'Ivor Gurney dont il commença, à sa mort en 1937, à collecter les poèmes et les compositions afin de les sortir de l'oubli et les offrir à la posterité. Les manuscrits d'une grande partie de ses œuvres poétiques sont conservées sur le site du First World War Poetry Archive et une partie des manuscrits de ses pièces musicales sont en libre accès sur le site de la Ivor Gurney Society.

## Traductions
- Ivor Gurney. Ne Retiens que cela (poèmes de guerre), traduction Sarah Montin, Thonon-les-Bains: Editions Alidades, 2016.